# CSI: Vegas

Logo in den Vereinigten Staaten

CSI: Vegas, bis einschließlich Staffel elf CSI: Den Tätern auf der Spur (in der Schweiz: CSI – Las Vegas; Originaltitel: CSI: Crime Scene Investigation), ist eine US-amerikanische Fernsehserie, die die Arbeit der Tatortgruppe der Kriminalpolizei bei der Beweis- und Spurensicherung schildert (englisch Crime Scene Investigation: ‚Tatortermittlung‘). Die Serie ist in Las Vegas angesiedelt und lief von 2000 bis 2015 in den Vereinigten Staaten auf dem Sender CBS. Dort erreichte sie höchste Einschaltquoten. Auch in Europa ist die Serie sehr beliebt.
Ausführende Produzenten der Serie sind Jerry Bruckheimer und William Petersen. Die Episoden wurden überwiegend in Los Angeles gedreht und nur zwei bis drei Episoden pro Staffel in Las Vegas. Nach 15 Staffeln und 335 Episoden wurde die Serie am 27. September 2015 mit einem zweistündigen Fernsehfilm beendet. In diesem kehrten die ehemaligen Hauptdarsteller William Petersen und Marg Helgenberger in ihren alten Rollen zurück.
Die Serie hat drei Ableger erhalten, die ersten beiden spielten in Miami (2002–2012) und New York (2004–2013), der dritte befasst sich mit der Cyber Crime Division (2015–2016) des FBI. Wird nur CSI oder  C. S. I. erwähnt, ist damit die erste Serie gemeint.
Eine Fortsetzung des Formats wurde im März 2021 offiziell bestellt und ab 6. Oktober 2021 – genau 21 Jahre nach Premiere der Originalserie – auf CBS gesendet. Diese neuen Folgen sind unter anderem mit William Petersen und Jorja Fox in den Hauptrollen sowie Wallace Langham und Paul Guilfoyle als Gastdarstellern besetzt.

## Konzept
Ausgangspunkt einer Folge ist meistens ein Todesfall, dem in der Regel ein weiteres Verbrechen folgt. Die Tatortgruppe teilt sich auf, um beiden Fällen nachzugehen. Die vier CSI-Serien basieren auf dem Whodunit-Prinzip (Täter unbekannt), wobei die Gentechnik den Kriminalisten eine große Hilfe ist. In fast allen Episoden der Serie werden zwei oder mehr Mordfälle parallel untersucht und im Regelfall auch aufgeklärt. Dadurch unterscheiden sie sich von der tatsächlichen Polizeiarbeit, wo die Aufklärung der Fälle nicht in den kriminaltechnischen Abteilungen erfolgt. Gelegentlich hängen zwei Fälle zusammen und die Ermittlergruppen müssen zusammenarbeiten, um den oder die Täter zu ermitteln. Die Angehörigen des CSI-Teams arbeiten unabhängig voneinander unter der Leitung ihres Vorgesetzten, der sie ihren besonderen Fähigkeiten entsprechend einsetzt.

## Charakteristika

### Visuelle Stilmittel
Ein Stilmittel der CSI-Serien ist die visuelle Umsetzung der Spuren- und Beweissicherung bis ins mikroskopisch kleinste Detail. Ein visueller Effekt ist z. B. die Darstellung einer Kugel, die in Zeitlupe durch den Raum fliegt, oder des Verhaltens menschlichen Gewebes auf Zellebene unter bestimmten Bedingungen. Für die visuellen Effekte ist die Firma Zoic Studios zuständig, die auch bei anderen Fernsehproduktionen wie z. B. Firefly oder Buffy – Im Bann der Dämonen tätig war. DVD-Veröffentlichungen offenbaren, dass oft aus Kosten- und Zeitgründen keine CGI-Effekte erzeugt werden, sondern vergrößerte Modelle von Blutgefäßen, Knochen und dergleichen verwendet werden, bei der eine Kamera im Zeitraffer z. B. die Flugbahn simuliert.

### Musik
Die Hintergrundmusik („off-music“) besteht durchgehend aus modernen, nicht-sinfonischen Klangfarben und rhythmischen Elementen des Rock-, Pop und Techno-Genres. Wie auch bei anderen Fernsehproduktionen von Jerry Bruckheimer erfolgte damit die konsequente Abkehr von einer sinfonisch oder orchestral dominierten Filmmusik aus Streichern, Blasinstrumenten, Chorgesang und Klavier. Als Eröffnungsmusik wurde der Titel Who Are You von der Rockband The Who neu eingespielt.

### Bezüge zur Realität
Die Serie entspricht größtenteils nicht der Realität. Die echten Tatortermittler untersuchen bloß den Tatort auf Spuren und rekonstruieren den Tathergang. Sie führen nicht wie in der Serie Ermittlungen, Verhöre, Verhaftungen und Zugriffe durch, arbeiten im Labor oder verfolgen den Fall bis zum Ende. Es kommt lediglich in manchen Gebieten der USA vor, dass ein CSI-Ermittler das forensische Material vor Gericht präsentiert.
Ein Artikel der walisischen Western Mail von Darren Devine vom 20. Juli 2006 trägt die Überschrift „Wissenschaft ist wieder cool (und das alles verdankt sie CSI)“. Darin heißt es unter anderem:

„Ende der 1980er brachte L.A. Law eine ganze Generation von Möchtegern-Rechtsanwälten hervor, beeinflusst von der Vision, Jurys mit ihrer leidenschaftlichen Eloquenz für sich zu vereinnahmen. Nun hat es den Anschein, dass neuartige Serien wie Gerichtsmediziner Dr. Leo Dalton, Waking the Dead und CSI denselben Effekt auf die Zahl der Studenten haben, die sich für ein wissenschaftliches Fach an den Universitäten bewerben. Die jüngsten Zahlen von UCAS (Universities & Colleges Admissions Service) beweisen, dass es einen Anstieg von mehr als vier Prozent für die Zahl der Studenten gibt, die Kurse in chemischen oder medizinischen, biologischen und agrarwissenschaftlichen Fächern belegen wollen.“

Einem Interview mit dem US-amerikanischen Schauspieler William Petersen zufolge wurde seine Rolle in CSI, Gil Grissom, nach Gus Grissom benannt. Ursprünglich sollte die Figur Gil Scheinbaum heißen.
Die Serie wurde dafür kritisiert, dass sie sexuelle Minderheiten in klischeehaften Stereotypen darstelle.

## Besetzung und Synchronisation
| Schauspieler       | Rollenname                   | Hauptrolle (Staffeln) | Hauptrolle (Episoden) | Gast- u. Nebenrolle (Staffeln)   | Synchronsprecher              |
| ------------------ | ---------------------------- | --------------------- | --------------------- | -------------------------------- | ----------------------------- |
| William Petersen   | Dr. Gilbert „Gil“ Grissom    | 1–9                   | 1–192, 336–337        | 9 (Stimme) , 11, 13 (Stimme), 15 | Hubertus Bengsch              |
| Marg Helgenberger  | Catherine Willows            | 1–12                  | 1–263, 336–337        | 14–15                            | Monica Bielenstein            |
| George Eads        | Nicholas „Nick“ Stokes       | 1–15                  | 1–335                 |                                  | David Nathan                  |
| Paul Guilfoyle     | James „Jim“ Brass            | 1–14                  | 1–317, 336–337        | 15                               | Bodo Wolf                     |
| Gary Dourdan       | Warrick Brown †              | 1–9                   | 1–183                 |                                  | Charles Rettinghaus           |
| Jorja Fox          | Sara Sidle                   | 1–8, 11–15            | 2–172, 230–337        | 9–10                             | Katarina Tomaschewsky         |
| Eric Szmanda       | Gregory „Greg“ Hojem Sanders | 3–15                  | 47–337                | 1– 2                             | Marius Clarén                 |
| Robert David Hall  | Dr. Albert „Al“ Robbins      | 3–15                  | 47–337                | 1– 2                             | Gerhard Paul Kaspar Eichel    |
| Louise Lombard     | Sofia Curtis                 | 7                     | 142–165               | 5– 6, 8, 11                      | Peggy Sander                  |
| Wallace Langham    | David Hodges                 | 8–15                  | 166–337               | 3–7                              | Michael Iwannek               |
| Lauren Lee Smith   | Riley Adams                  | 9                     | 185–206               |                                  | Melanie Hinze                 |
| Laurence Fishburne | Dr. Raymond Langston         | 9–11                  | 193–251               | 9                                | Leon Boden                    |
| Liz Vassey         | Wendy Simms                  | 10                    | 207–229               | 6–9, 11                          | Berenice Weichert             |
| David Berman       | David „Super Dave“ Phillips  | 10–15                 | 207–337               | 1–9                              | Matthias Hinze Frank Schröder |
| Elisabeth Harnois  | Morgan Brody                 | 12–15                 | 252–337               | 11                               | Julia Ziffer                  |
| Ted Danson         | Diebenkorn „D. B.“ Russell   | 12–15                 | 252–337               |                                  | Bernd Rumpf                   |
| Elisabeth Shue     | Julie „Finn“ Finlay †        | 12–15                 | 265–335               |                                  | Heide Domanowski              |
| Jon Wellner        | Henry Andrews                | 13–15                 | 274–337               | 5–12                             | Gerald Schaale                |
| Madison McReynolds | Lindsey Willows              |                       |                       | 1–114 (2000-2005)                | Adak Azdasht                  |
| Kay Panabaker      | Lindsey Willows              |                       |                       | 143–260 (2006-2011)              | Victoria Frenz                |
| Katie Stevens      | Lindsey Willows              |                       |                       | F 02 (2015)                      | Gertie Honeck                 |

Anmerkungen:
1. ↑  Staffel 1–6
2. ↑  ab Staffel 7
3. ↑  Staffel 1–5
4. ↑  ab Staffel 6

## Vermarktung

### Fernsehausstrahlung
- Deutschland:
  - Free-TV: VOX (2001–2006 und seit 2011), RTL (seit 2006), Nitro (seit 2012), VOXup (seit 2024)
  - Pay-TV: 13th Street und RTL Crime
- Österreich: ORF eins und Puls 4
- Schweiz: SF 1 (2001–2003), seit 2005 3+ (unter dem Titel CSI – Las Vegas)

#### Übersicht
| Staffel | USA                                                                                  | USA                | USA              | USA           | USA      | USA              | Deutschland        | Deutschland       | Deutschland                                          |
| Staffel | Sendezeit                                                                            | Staffelbeginn      | Staffelfinale    | Fernsehsaison | Ranking* | Zuschauer (Mio.) | Staffelbeginn      | Staffelfinale     | Zuschauer (Gesamt)                                   |
| ------- | ------------------------------------------------------------------------------------ | ------------------ | ---------------- | ------------- | -------- | ---------------- | ------------------ | ----------------- | ---------------------------------------------------- |
| 1       | Freitags 21:00 Uhr (bis 12. Januar 2001), Donnerstags 21:00 Uhr (ab 1. Februar 2001) | 6. Oktober 2000    | 17. Mai 2001     | 2000–2001     | 10.      | 17,80            | 5. September 2001  | 27. Februar 2002  | 1,05 Millionen (3,3 % MA)                            |
| 2       | Donnerstags 21:00 Uhr                                                                | 27. September 2001 | 16. Mai 2002     | 2001–2002     | 2.       | 23,69            | 4. September 2002  | 19. Februar 2003  | 1,45 Millionen (4,5 % MA)                            |
| 3       | Donnerstags 21:00 Uhr                                                                | 26. September 2002 | 15. Mai 2003     | 2002–2003     | 1.       | 26,20            | 27. August 2003    | 11. Februar 2004  | 1,74 Millionen (5,4 % MA). 14- bis 49-Jährige: 8,1 % |
| 4       | Donnerstags 21:00 Uhr                                                                | 25. September 2003 | 20. Mai 2004     | 2003–2004     | 2.       | 25,27            | 15. September 2004 | 16. Februar 2005  | 3,11 Millionen (9,9 % MA)                            |
| 5       | Donnerstags 21:00 Uhr                                                                | 23. September 2004 | 19. Mai 2005     | 2004–2005     | 2.       | 26,26            | 4. Januar 2006     | 31. Mai 2006      | 3,84 Millionen (11,8 % MA)                           |
| 6       | Donnerstags 21:00 Uhr                                                                | 22. September 2005 | 18. Mai 2006     | 2005–2006     | 3.       | 24,86            | 9. November 2006   | 12. April 2007    | 4,65 Millionen (14,8 % MA)                           |
| 7       | Donnerstags 21:00 Uhr                                                                | 21. September 2006 | 17. Mai 2007     | 2006–2007     | 4.       | 20,51            | 13. September 2007 | 4. September 2008 | 4,01 Millionen (13,2 %)                              |
| 8       | Donnerstags 21:00 Uhr                                                                | 27. September 2007 | 15. Mai 2008     | 2007–2008     | 5.       | 18,06            | 11. September 2008 | 9. April 2009     | 4,16 Millionen (14,1 %)                              |
| 9       | Donnerstags 21:00 Uhr                                                                | 9. Oktober 2008    | 14. Mai 2009     | 2008–2009     | 4.       | 19,58            | 16. April 2009     | 9. September 2010 | 3,80 Millionen (13,2 %)                              |
| 10      | Donnerstags 21:00 Uhr                                                                | 24. September 2009 | 20. Mai 2010     | 2009–2010     | 12.      | 14,92            | 16. September 2010 | 5. Mai 2011       | 3,38 Millionen (14,9 %)                              |
| 11      | Donnerstags 21:00 Uhr                                                                | 23. September 2010 | 12. Mai 2011     | 2010–2011     | 12.      | 13,52            | 1. September 2011  | 26. April 2012    | 3,13 Millionen (14,0 %)                              |
| 12      | Mittwochs 22:00 Uhr                                                                  | 21. September 2011 | 9. Mai 2012      | 2011–2012     | 21.      | 12,49            | 8. Januar 2013     | 28. Mai 2013      | 3,66 Millionen (10,7 %)                              |
| 13      | Mittwochs 22:00 Uhr                                                                  | 26. September 2012 | 15. Mai 2013     | 2012–2013     | 23.      | 11,63            | 17. September 2013 | 4. März 2014      | 3,25 Millionen (10,3 %)                              |
| 14      | Mittwochs 22:00 Uhr                                                                  | 25. September 2013 | 7. Mai 2014      | 2013–2014     | 18.      | 11,86            | 11. März 2014      | 5. Mai 2015       | 2,87 Millionen (9,2 %)                               |
| 15      | Sonntags 22:00 Uhr                                                                   | 18. September 2014 | 15. Februar 2015 | 2014–2015     | TBD      | TBD              | 12. Mai 2015       | TBA               | TBD                                                  |

* Platzierung unter den zuschauerträchtigsten Fernsehsendungen der jeweiligen Fernsehsaison in den USA.
** Erster Teil der in zwei Blöcke aufgeteilten Staffel.

### DVD-Veröffentlichung
Seit 2003 gibt es CSI: Den Tätern auf der Spur auch auf DVD. Auf den DVDs einer Box ist jeweils noch Bonusmaterial zu finden, in der Regel zwischen 15 und 90 Minuten Laufzeit. Die Staffel 8.2 erschien am 29. Mai 2009. Die Staffel 9.1 erschien am 4. Dezember 2009. Die Staffel 9.2 erschien am 11. Juni 2010. Die Staffel 10.1 ist am 14. Januar 2011 erschienen. Am 17. Juni 2011 erschien Staffel 10.2.
Am 13. Januar 2012 erschien als neueste Veröffentlichung auf dem deutschen Markt die Staffel 11.1. Am 5. März 2010 erschienen die Staffeln 1 bis 8 als Komplettstaffeln im Verleih der Universum Film GmbH. Diese kombinieren in jeder Box sämtliche Inhalte, die zuvor in den Halbstaffeln enthalten waren, in einem neuen Design und in neuer Verpackung. Jede Komplettstaffel enthält damit 6 Discs mit allen Folgen einer Staffel und dem Bonusmaterial. Die früheren Halbstaffeln werden nicht mehr nachproduziert und laufen damit in Kürze aus. Von den aktuellen Staffeln wird es weiterhin Halbstaffeln auf DVD geben.
 Am 26. November 2010 erschien die 9. Staffel als Komplettbox.
Dazu erschien noch eine Box mit den Crossover-Folgen sowie eine DVD mit der Doppelfolge Grabesstille (Staffel 5, Episoden 24 und 25), in der Quentin Tarantino Regie führte.

### Bücher
Zur Serie sind mehrere Bücher erschienen:
- Max Allan Collins: CSI – Stadt der Sünde, VGS Verlagsges., August 2002, ISBN 3-8025-2967-7.
- Max Allan Collins: CSI – Tod im Eis. VGS Verlagsges., April 2003, ISBN 3-8025-3237-6.
- Max Allan Collins: CSI – Die Last der Beweise. VGS Verlagsges., November 2003, ISBN 3-8025-3281-3.
- Max Allan Collins: CSI – Doppeltes Spiel. VGS Verlagsges., Mai 2005, ISBN 3-8025-3484-0.
- Max Allan Collins: CSI – Tödlicher Irrtum. VGS Verlagsges., Mai 2005, ISBN 3-8025-3346-1.
- Max Allan Collins: CSI – Das Versprechen. VGS Verlagsges., Mai 2005, ISBN 3-8025-3472-7.
- Max Allan Collins: CSI – Killing Game. VGS Verlagsges., Oktober 2005, ISBN 3-8025-3485-9.
- Max Allan Collins: CSI – Im Profil des Todes. VGS Verlagsges., September 2006, ISBN 3-8025-3498-0.
- Max Allan Collins: CSI – In Extremis. VGS Verlagsges., November 2007,  ISBN 3-8025-3587-1.
- Jerome Preisler: CSI – Tod in der Wüste, VGS Verlagsges., Oktober 2008,  ISBN 3-8025-1785-7.

### Computerspiele
Zur ersten CSI-Serie sind die Computerspiele CSI: Crime Scene Investigation, CSI: Dark Motives, CSI: Mord in 3 Dimensionen (englisch: 3 Dimensions of Murder) und CSI: Eindeutige Beweise (englisch: Hard Evidence) erhältlich. 2009 erschien das fünfte Spiel CSI: Tödliche Absichten (englisch: Deadly Intent), im Oktober 2010 das sechste Spiel CSI: Tödliche Verschwörung (englisch: CSI: Fatal Conspiracy). Alle Spiele sind Point-and-Click-Adventures.

### Ausstellung
Im Hotelcasino MGM Grand in Las Vegas gibt es eine interaktive Ausstellung zur Serie. In drei verschiedenen Krimiszenen können Besucher zunächst Beweise aufnehmen, die dann im Labor bearbeitet werden müssen. Dies geschieht unter virtueller Anleitung des CSI Teams.

## Besondere Episoden

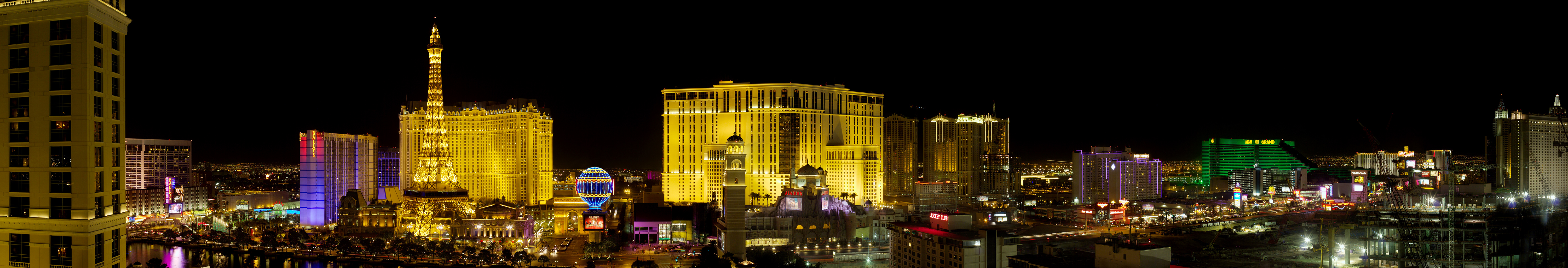
Las Vegas bei Nacht – zu dieser Zeit finden hauptsächlich die Einsätze des dargestellten CSI-Teams (nämlich der Belegschaft der Nachtschicht) statt

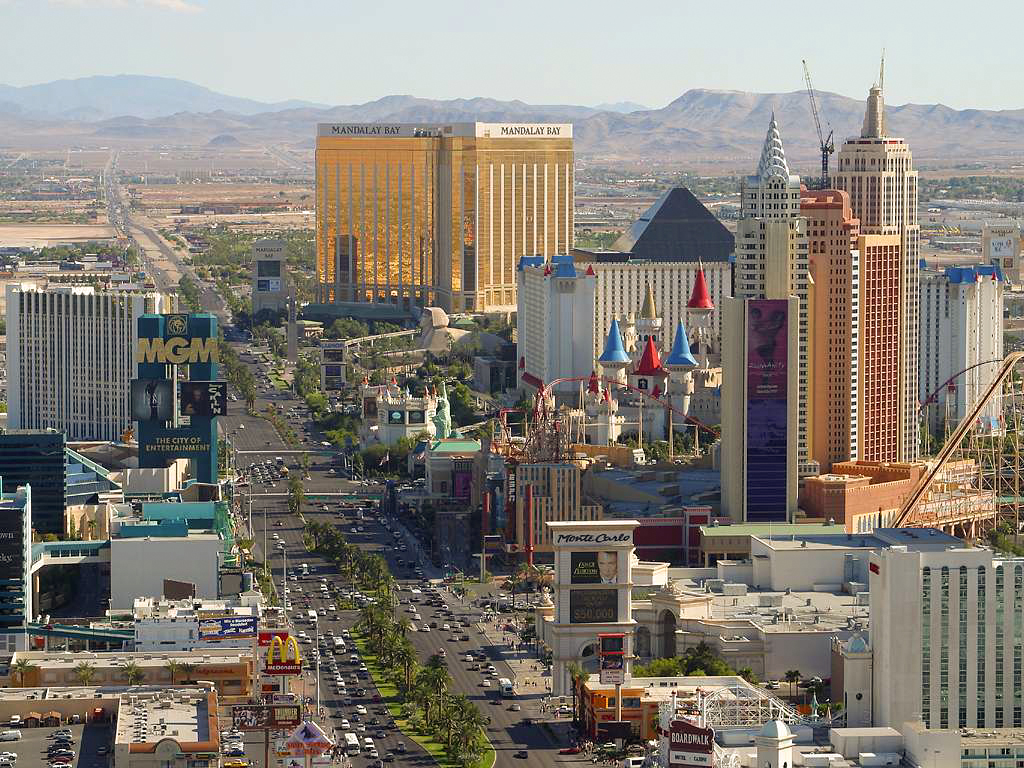
Der in vielen Episoden angesprochene Las Vegas Strip

- In der vorletzten Folge der 2. Staffel (2.22, 45, Tod in Miami (Cross-Jurisdictions)) treffen die Teams aus Las Vegas und Miami aufeinander. Diese Folge wird in einigen Episodenführern als Pilotfolge zu CSI: Miami geführt. Die Originalbezeichnung für diese Art von Folge ist Backdoorpilot.
- Die Episode 3.15 (61, Die Schaumparty (Lady Heather’s Box)) ist ca. 20 Minuten länger als gewohnt.
- Für die Folgen 5.24 (116) und 5.25 (117, Grabesstille (Grave Danger)) schrieb Quentin Tarantino das Drehbuch und führte auch Regie. Er erhielt hierfür 2005 eine Emmy-Nominierung. Das Motiv des lebendig Begrabens hatte er auch schon 2004 in seinem Film Kill Bill – Volume 2 aufgegriffen.
- In der Folge 5.25 übernahm Hollywood-Legende Tony Curtis auf Quentin Tarantinos Bitte einen Gastauftritt und spielt sich dabei selbst.
- Die Folge 6.21 (138, Teamwork (Rashomama)) enthält eine Anspielung auf den Film Sin City, was durch die Schwarz-Weiß-Effekte (Ausnahme: Blut wird rot dargestellt) und die Erzählung der Geschichte durch Greg Sanders im Hintergrund hervorgehoben wird.
- In der 7. Staffel, in den  Folgen: 7.12–Jung schön und tot, 7.13–Drom, 7.14–Fleischmarkt, 7.15–Korrekturen, hat Liev Schreiber eine Gastrolle. Er spielt den Detective Michael Keppler.
- In der 7. Staffel handeln mehrere Folgen von einem „Modellbau-Mörder“ (im Original „The Miniature Killer“). Das CSI-Team glaubt den wahren Täter in Folge 7.10 (151, Dumm gelaufen (Loco Motives)) gefasst zu haben. Dieser begeht jedoch Selbstmord. Als später ein weiteres Modell an Grissom geschickt wird, ermitteln die Laboranten hinter Grissoms Rücken und kommen dem tatsächlichen Täter immer näher.
- Die Folge 8.06 (171, Mordlust (Who and What)) ist ein Crossover mit der Serie Without a Trace – Spurlos verschwunden, Folge 6.06 (124) Where and Why. Die beiden Folgen wurden in den USA am selben Tag ausgestrahlt. In Deutschland laufen die Serien auf RTL und kabel eins. RTL zeigte die erste Folge am 16. Oktober 2008 und kabel eins die zweite Folge erst mit den neuen Without-a-Trace-Folgen im Frühjahr 2009.
- In der Folge 8.15 (180, Vulkanier in Vegas (The Theory of Everything)) haben die MythBusters einen Cameo-Auftritt.
- Die Folge 8.16 (181, Wer ist der Star im Schlangennest? (Two and a Half Deaths)) ist ein Crossover mit der Two and a Half Men-Folge 5.17 (Eine Leiche zur Hochzeit). Die Drehbuchautoren schrieben eine Folge der jeweils anderen Serie.
- Die Folge 10.07 (213, Reise an das Ende der Moral – Teil 3 (The Lost Girls (3))) ist eine von drei Crossover-Episoden mit CSI: Miami (8.07, Eine Reise in die Angst – Teil 1 (Bone Voyage (1)))  und CSI: NY (6.07, Reise in den Abgrund – Teil 2 (Hammer Down (2))). Diese drei Folgen wurden im ORF am 18. November 2010 und bei RTL am 23. November 2010 ausgestrahlt.[33]
- Die Folge 13.13 (286, Wein zu Blut (In Vino Veritas)) wurde am 10. Dezember 2013 bei RTL ausgestrahlt und ist ein Crossover mit der CSI: NY-Folge 9.15 (Seth and Apep), welche am 21. März 2014 von VOX ausgestrahlt wurde.
- In der Folge 13.22 (295, Skin In The Game) hat Black Sabbath mit dem wieder zur Gruppe gehörenden Ozzy Osbourne einen Cameo-Auftritt.[34]

## Ableger
- CSI: Miami, der erste Ableger, startete in den USA im September 2002 und wurde im Mai 2012 eingestellt.
- CSI: NY, der zweite Ableger, startete in den USA im September 2004 und wurde im Mai 2013 eingestellt.
- CSI: Cyber, der dritte Ableger, startete in den USA am 4. März 2015[35] und wurde im Mai 2016 eingestellt.
- CSI: Vegas (2021) ist der vierte Ableger und gilt als Fortsetzung bzw. Sequel der Originalserie CSI. Die zehnteilige erste Staffel startete am 6. Oktober 2021 in den USA.